# Muscina fulvacrura
Muscina fulvacrura är en tvåvingeart som beskrevs av John Otterbein Snyder 1956. Muscina fulvacrura ingår i släktet Muscina och familjen husflugor. Inga underarter finns listade i Catalogue of Life.